# 玛如乡
玛如乡，是中华人民共和国西藏自治区那曲市巴青县下辖的一个乡镇级行政单位。

## 行政区划
玛如乡下辖以下地区：
格庆改村、扎若改村、格隆改村、隆庆村、曲仲村、热钦达村、帮玉囊村、多布囊村、查苏村、岗琼达村、岗庆达村、扎贡达村、杂钦普村、杂如卡村、坡钦村、改伽卡村、杂钦达村和曲古村。